# L'Établi
L'Établi és una pel·lícula dramàtica francobelga dirigida per Mathias Gokalp i estrenada el 2023. El guió és una adaptació del llibre autobiogràfic del mateix títol de Robert Linhart. La pel·lícula mostra el món laboral després del Maig del 68 des de la seva perspectiva d'intel·lectual davant de les dificultats físiques, morals i polítiques que genera l'organització de la fàbrica.

## Argument
Pocs mesos després dels fets del Maig francès, Robert, professor associat de filosofia, és contractat a la fàbrica Citroën de París com a treballador. Activista maoista, busca infiltrar-se en el món obrer per continuar la lluita social. Després dels primers mesos de difícil adaptació, aconsegueix iniciar una vaga contra la recuperació gratuïta de les hores perdudes durant la vaga del maig del 68, ignorant la direcció els acords de Grenelle que preveien el pagament a 50% de dies de la vaga.

## Distribució
- Swann Arlaud: Robert Linhart
- Melanie Thierry: Nicole Linhart
- Denis Podalydès: Junot
- Olivier Gourmet: Klatzman
- Robin Migné: Christian Le Bescou
- Felix Vannoorenberghe: Jean-Louis, el treballador tuberculós
- Eric Nantchouang: Boubacar Diallo, conegut com "Bouba"
- Malek Lamraoui: Ali
- Luca Terracciano: Primo
- Raphaëlle Rousseau: Sasha
- Lorenzo Lefebvre: Yves
- Jean Boronat: Texans
- Marie Rivière: la mare de Robert
- Marc Robert: el metge de fàbrica
- Zéli Marbot: Virginie Linhart

Als crèdits finals de la pel·lícula, Nicole (Colas-)Linhart indica que no es reconeix en el personatge que representa l'esposa de Robert Linhart en aquell moment. Nicole Linhart també va ser una activista d'extrema esquerra en una fàbrica que es va convertir en acadèmica.

## Producció
El rodatge de les escenes de la fàbrica Citroën, que representava la de la Porte de Choisy de París va tenir lloc en la antiga fàbrica Michelin de Cataroux, a Clermont-Ferrand, on es va reconstruïr una fàbrica de Citroën dels anys 1960.
Segons el director, «vam omplir grans hangars amb eines de fàbriques que estaven tancades a la regió. Pel que fa al 2CV, hem treballat amb vehicles de col·leccionisme que es van desmuntar completament per tornar a muntar a la línia de producció de la pel·lícula. Els fabricants també ens van proporcionar peces noves, carrosseries i portes noves. Ja no fem 2CV complets però encara fem recanvis per reparar els que encara estan en circulació». Dissenyada pel dissenyador de producció Jean-Marc Tran Tan Ba i els seus col·laboradors, la cadena de muntatge del 2CV va aparèixer, a partir del rodatge, com un element clau de l'escenari.